# Braslovče (comune)
Braslovče (ufficialmente in sloveno Občina Braslovče) è un comune (občina) della Slovenia. Ha una popolazione di 5 524 abitanti ed un'area di 55 km². Appartiene alla regione statistica della Savinjska. La sede del comune si trova nell'insediamento di Braslovče.

## Insediamenti
Il comune di Braslovče è formato da 22 insediamenti (naselija):
- Braslovče, insediamento capoluogo comunale
- Dobrovlje
- Glinje
- Gomilsko
- Grajska vas
- Kamenče
- Letuš
- Male Braslovče
- Orla vas
- Parižlje
- Podgorje pri Letušu
- Podvrh
- Poljče
- Preserje
- Rakovlje
- Spodnje Gorče
- Šentrupert
- Šmatevž
- Topovlje
- Trnava
- Zakl
- Zgornje Gorče

## Amministrazione
| Periodo | Periodo   | Primo cittadino     | Partito | Carica  | Note |
| ------- | --------- | ------------------- | ------- | ------- | ---- |
| 1998    | 2002      | Alojz Močnik        |         | sindaco |      |
| 2002    | 2006      | Marko Balant        |         | sindaco |      |
| 2006    | 2010      | Marko Balant        |         | sindaco |      |
| 2010    | 2014      | Branimir Strojanšek |         | sindaco |      |
| 2018    | in carica | Tomaž Žohar         |         | sindaco |      |